# Артур (Илиноис)
Артур (енгл. Arthur) град је у америчкој савезној држави Илиноис.

## Демографија
По попису из 2010. године број становника је 2.288, што је 85 (3,9%) становника више него 2000. године.
| Група             | 2000.         | 2010.         |
| Белци             | 2.189 (99,4%) | 2.237 (97,8%) |
| Афроамериканци    | 1 (0,0%)      | 3 (0,1%)      |
| Азијати           | 1 (0,0%)      | 4 (0,2%)      |
| Хиспаноамериканци | 6 (0,3%)      | 34 (1,5%)     |
| Укупно            | 2.203         | 2.288         |